# Батишев Ілля Григорович
Ілля́ Григо́рович Батишев (19 липня 1889, місто Кадом Тамбовської губернії, тепер Рязанської області, Російська Федерація — січень 1977, місто Москва, тепер Російська Федерація) — радянський профспілковий діяч, голова Сущевсько-Мар'їнської районної ради міста Москви. Кандидат у члени Центральної контрольної комісії РКП(б) у 1921—1922 роках. Член ВЦВК.

## Життєпис
Народився в родині службовця (за іншими даними — робітника). З 1908 по 1910 рік працював робітником у Москві та Єкатеринбурзі.
Член РСДРП(б) з 1909 року. За революційну діяльність був декілька разів заарештований та засланий.
У 1911—1914 роках — на підпільній роботі в Харкові. У 1913 році входив до літературної групи при Харківському комітеті РСДРП, розповсюджував нелегальну більшовицьку літературу.
У 1914 році переїхав до Москви, входив до Лефортовського районного комітету РСДРП(б), брав участь у створенні підпільної друкарні та виданні антивоєнних листівок. Був членом правління Спілки металістів, входив до підпільної Московської ради профспілок. У 1916 році заарештований, звільнений після Лютневої революції 1917 року.
З 1917 року — член Бутирського районного комітету РСДРП(б) міста Москви, голова Сущевсько-Мар'їнської думи міста Москви. Організатор заводської міліції та Червоної гвардії на Військово-артилерійському заводі Москви. Учасник Жовтневого перевороту 1917 року в Москві.
11 квітня 1919 — 9 березня 1920 року — голова Сущевсько-Мар'їнської районної ради міста Москви.
У 1920—1921 роках — голова заводоуправління Московського військово-артилерійського заводу.
У 1921—1924 роках — завідувач відділу Краснопресненського районного комітету РКП(б) міста Москви.
У 1924—1926 роках — слухач Вищих курсів марксизму при Комуністичній академії імені Свердлова.
У 1926—1930 роках — в апараті Народного комісаріату робітничо-селянської інспекції СРСР.
У 1930—1937 роках — відповідальний секретар, голова Всесоюзного товариства із раціоналізації будівництва та промисловості будівельних матеріалів.
У 1937—1952 роках — на відповідальній профспілковій роботі, голова ЦК Спілки комунального і житлового будівництва, в апараті Міністерства будівництва СРСР.
З 1952 року — персональний пенсіонер.
Помер у січні 1977 року в Москві.